# دار الشعيبة (السدة)

تعديل مصدري - تعديل

دار الشعيبة محلة تابعة لقرية خرابة طاهر، التابعة لعزلة الاعماس بمديرية السدة إحدى مديريات محافظة إب في الجمهورية اليمنية.، بلغ تعداد سكانها 91 حسب تعداد اليمن لعام 2004.